# Martialis heureka
Martialis heureka – gatunek mrówki z podrodziny Martialinae. Została odkryta w amazońskich lasach tropikalnych. Mierzy 2-3 mm długości, jest całkowicie ślepa i drapieżna. Jest dobrze przystosowana do życia pod liściastą ściółką lasów amazońskich. Nie ma oczu, a jej pancerz jest w nietypowym, lekko żółtawym kolorze. Odkrył ją Christian Rabeling w 2003 roku w brazylijskim Manaus. Manfred Verhaagh z niemieckiego Muzeum Historii Naturalnej w Karlsruhe natrafił na mrówki tego gatunku kilka lat wcześniej, ale zebrane przez niego owady zaginęły przed ich dokładnym zbadaniem. Analizy budowy i DNA potwierdziły, że to nowy gatunek. Wyniki badań genetycznych sugerują, że Martialis heureka należała do pierwszych podrodzin, jakie oddzieliły się od głównego pnia niedługo po tym, jak ponad 120 mln lat temu mrówki wyewoluowały z os. 